# Vuolpaure
Vuolpaure är en sjö i Jokkmokks kommun i Lappland och ingår i Piteälvens huvudavrinningsområde. Sjön har en area på 1,35 kvadratkilometer och ligger 502 meter över havet. Vuolpaure ligger i Udtja Natura 2000-område.

## Delavrinningsområde
Vuolpaure ingår i det delavrinningsområde (735839-167010) som SMHI kallar för Utloppet av Vuolpaure. Medelhöjden är 527 meter över havet och ytan är 10,31 kvadratkilometer. Det finns inga avrinningsområden uppströms utan avrinningsområdet är högsta punkten. Vattendraget som avvattnar avrinningsområdet har biflödesordning 4, vilket innebär att vattnet flödar genom totalt 4 vattendrag innan det når havet efter 168 kilometer. Avrinningsområdet består mestadels av skog (64 procent) och sankmarker (21 procent). Avrinningsområdet har 1,56 kvadratkilometer vattenytor vilket ger det en sjöprocent på 15,1 procent.